# Richard Brautigan
Richard Gary Brautigan (Tacoma, 30 januari 1935 – Bolinas, ca. 14 september 1984) was een Amerikaans schrijver die furore maakte als een van de stemmen van de Amerikaanse tegencultuur die rond 1965 in de Verenigde Staten opkwam en die bekend werd onder de naam hippiecultuur of flowerpower. Toen de hippietijd voorbij was, taande de belangstelling voor zijn werk ook enigszins.
Veel van zijn prozaboeken zijn in het Nederlands vertaald, maar die vertalingen zijn meestal alleen nog antiquarisch verkrijgbaar. In Amerika en Engeland verschijnen echter nog steeds met zekere regelmaat herdrukken van de originele romans, verhalen en gedichten.

## Leven
Brautigan groeide met zijn moeder onder arme omstandigheden op in Eugene, Oregon. In 1955 werd hij gearresteerd omdat hij een steen door de ruit van een politiebureau gooide. Hij verklaarde te hopen dat hij naar de gevangenis werd gestuurd en gevoed zou worden. Hij werd naar het Oregon State Hospital gestuurd en kreeg elektroshocktherapie.
In 1957 verhuisde hij naar San Francisco en trouwde hij met Virginia Adler. Hun dochter Ianthe Elizabeth Brautigan werd geboren in 1960. Het huwelijk viel niet veel later uit elkaar.
Begin jaren zestig van de twintigste eeuw publiceerde hij drie dichtbundels. In de jaren zestig nam hij deel aan het artistieke leven in San Francisco. Hij trad op als performance-kunstenaar bij concerten en publiceerde verschillende korte verhalen in de Rolling Stone.
Tussen eind 1968 en begin 1969 nam Brautigan een gesproken muziekalbum op voor het muzieklabel Zapple van The Beatles. Toen het label ophield te bestaan, was het muziekalbum nog niet verschenen. In 1970 verscheen het alsnog op Harvest Records onder de titel Listening to Richard Brautigan.
In 1984, op 49-jarige leeftijd, schoot hij zich in Bolinas, Californië met een .44-kaliber vuurwapen door het hoofd en overleed hij. De exacte overlijdensdatum is onbekend, maar aangenomen wordt dat hij op 14 september stierf. Voor zover bekend heeft hij op die datum zijn laatste telefoongesprek gevoerd. Robert Yench, de privédetective die door de agent van Brautigan was ingehuurd om een nieuw contract aan hem voor te leggen, vond zijn lichaam op 25 oktober 1984 op de vloer van de woonkamer van zijn huis.
"Toen de jaren zestig eindigden, was hij de baby die met het badwater werd weggegooid", zei zijn vriend en collega-auteur Tom McGuane. "Hij was een vriendelijke, gepijnigde, rare snuiter".

## Literaire werk
Het werk van Brautigan wordt gekenmerkt door een opmerkelijke, humoristische verbeeldingskracht. Zijn vermogen om beeldend te schrijven geeft zijn prozawerk een poëtisch karakter. Veel Amerikaanse critici vonden Brautigan bij uitstek een hippie-schrijver en namen zijn werken na 1970 niet meer serieus. De schrijver Don Carpenter zei over Brautigan: "ik geloof niet dat zijn werk ooit de erkenning heeft gekregen die het op grond van zijn impact heeft verdiend. Hij is uniek. Zijn vermogen met minimale middelen emoties uit te drukken is ongeëvenaard. Brautigan schreef ooit: "Ieder van ons heeft een plaats in de geschiedenis. Die van mij is in de wolken".
Brautigan werd sterk beïnvloed door het Zen Boeddhisme. Een criticus noemde zijn stijl ooit een verzameling prachtige vlinders die in een glazen kastje opgesteld zijn. De Zen-invloed komt ook tot uitdrukking in zijn gestileerde, luchtige taalgebruik en zijn gebruik van metaforen. Zen-thema's zoals de dualiteit van het bestaan komen eveneens regelmatig terug in zijn werk. In zijn boek 'De ijskoude sombrero' schetst hij de wanhoop van een schrijver die onlangs door zijn Japanse vriendin is verlaten. In de prullenbak van de kamer waar de schrijver zich bevindt, ligt een verhaal dat de schrijver heeft afgekeurd. Het verhaal in de prullenbak gaat over een ijskoude sombrero die uit de lucht valt in een heet dorpje ergens in het zuiden van de Verenigde Staten (vandaar de titel van het boek). De ijskoude sombrero beschrijft in korte hoofdstukjes afwisselend het doen en laten van de wanhopige schrijver en zijn herinneringen, het doen en laten van de ex en haar herinneringen en als derde rode draad: de ontwikkeling van het verhaal in de prullenbak.

## Boeken
Verhalen en romans in Nederlandse vertaling
- Forel vissen in Amerika (1970? en 1987)
- Generaal in grijs (?)
- Vida, een romance uit 1966 (1971, vert. van The Abortion)
- In watermeloensuiker (1973)
- Het monster in de kelder (1977)
- De ijskoude sombrero, (1978, ISBN 90-269-5779-3)
- Dromen van Babylon (1980)
- Dat de wind er geen vat op krijgt (1988)

Verhalen en romans in het Engels
- A Confederate General From Big Sur (1964 ISBN 0-224-61923-3)
- Trout Fishing in America (1967 ISBN 0-395-50076-1), Omnibus edition
- In Watermelon Sugar (1968 ISBN 0-440-34026-8)
- Revenge of the Lawn (1970 ISBN 0-671-20960-4)
- The Abortion: An Historical Romance (1971 ISBN 0-671-20872-1)
- The Revenge of the Lawn (1971 ISBN 0-671-20960-4)
- The Hawkline Monster: A Gothic Western (1974 ISBN 0-671-21809-3)
- Willard and His Bowling Trophies: A Perverse Mystery (1975 ISBN 0-671-22065-9)
- Sombrero Fallout: A Japanese Novel (1976 ISBN 0-671-22331-3)
- Dreaming of Babylon: A Private Eye Novel 1942 (1977 ISBN 0-440-02146-4)
- The Tokyo-Montana Express (1980 ISBN 0-440-08770-8)
- So the Wind Won't Blow It All Away (1982 ISBN 0-395-70674-2)
- An Unfortunate Woman: A Journey (1982, maar aanvankelijk gepubliceerd in 2000, ISBN 0-312-27710-5)

Gedichten in het Engels
- The Galilee Hitch-Hiker, 1958
- Lay the Marble Tea, 1959
- The Octopus Frontier, 1960
- All Watched Over by Machines of Loving Grace, 1963
- Please Plant This Book, 1968
- The Pill versus the Springhill Mine Disaster, 1968
- Rommel Drives on Deep into Egypt, 1970
- Loading Mercury with a Pitchfork (1971 ISBN 0-671-22263-5. ISBN 0-671-22271-6 pbk)
- June 30th, June 30th (1978 ISBN 0-440-04295-X)
- The Edna Webster Collection of Undiscovered Writings (1999 ISBN 0-395-97469-0)